# Fekete macskamadár
A fekete macskamadár (Melanoptila glabrirostris) a madarak osztályának verébalakúak (Passeriformes) rendjéhez és a gezerigófélék (Mimidae) családjához tartozó Melanoptila nem egyetlen faja.

## Rendszerezése
A nemet és a fajt is Philip Lutley Sclater angol orvos és zoológus írta le 1858-ban.

## Előfordulása
Yucatán-félszigeten, Mexikó, Belize, Guatemala és Honduras területén honos. Természetes élőhelyei a szubtrópusi vagy trópusi síkvidéki esőerdők, lombhullató erdők és cserjések, valamint másodlagos erdők. Állandó, nem vonuló faj.

## Megjelenése
Testhossza 21 centiméter.
|  |

## Természetvédelmi helyzete
Az elterjedési területe elég kicsi, egyedszáma pedig csökken. A Természetvédelmi Világszövetség Vörös listáján mérsékelten fenyegetett fajként szerepel.